# Modliborzyce (gmina)

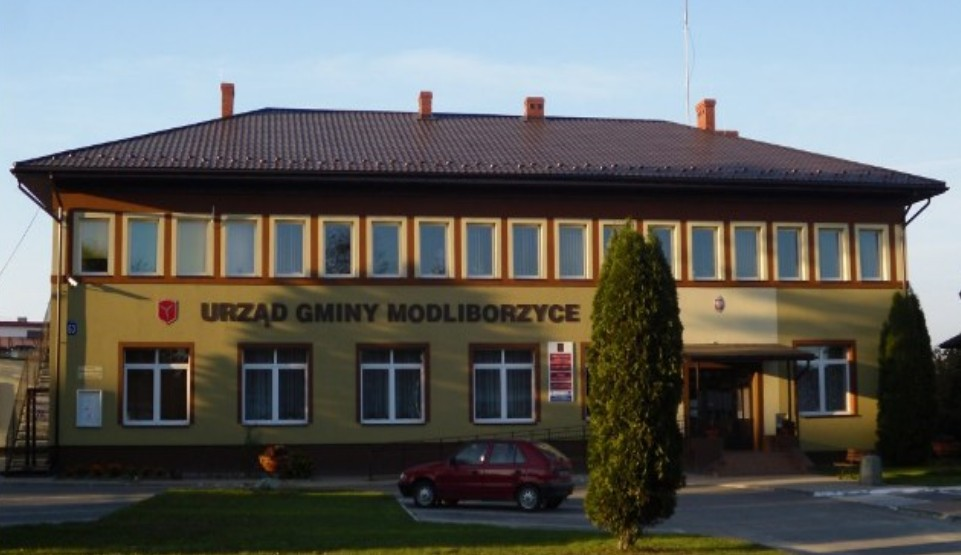
Urząd Miasta i Gminy Modliborzyce.

Modliborzyce – gmina miejsko-wiejska (od 1 stycznia 2014 r.) w województwie lubelskim, w powiecie janowskim. W latach 1975–1998 gmina położona była w województwie tarnobrzeskim.
Siedziba gminy to Modliborzyce.
31 grudnia 2020 gminę zamieszkiwało 6914 osób.

## Historia
Gmina miejska Modliborzyce powstała w 1631 r. Natomiast gminę wiejską utworzono w 1864 r. W 1869 r. nastąpiła likwidacja gminy miejskiej i wcielenie jej do wiejskiej. W latach 1955–1973 funkcjonowała gromada Modliborzyce. Za Królestwa Polskiego gmina należała do powiatu janowskiego w guberni lubelskiej. 1 stycznia?/13 stycznia 1870 do gminy przyłączono pozbawione praw miejskich Modliborzyce (prawa miejskie Modliborzyce odzyskały po 144 latach – 1 stycznia 2014).

## Ochrona przyrody
Na obszarze gminy znajduje się rezerwat przyrody Imielty Ług chroniący charakterystyczne dla Puszczy Solskiej rozległe obszary bagienne, zarastające zbiorniki wodne z rzadką i chronioną roślinnością, stanowiącą ostoję ptactwa.

## Struktura powierzchni
Według danych z roku 2002 gmina Modliborzyce ma obszar 153,15 km², w tym:
- użytki rolne: 55%
- użytki leśne: 36%

Gmina stanowi 17,5% powierzchni powiatu.

## Demografia

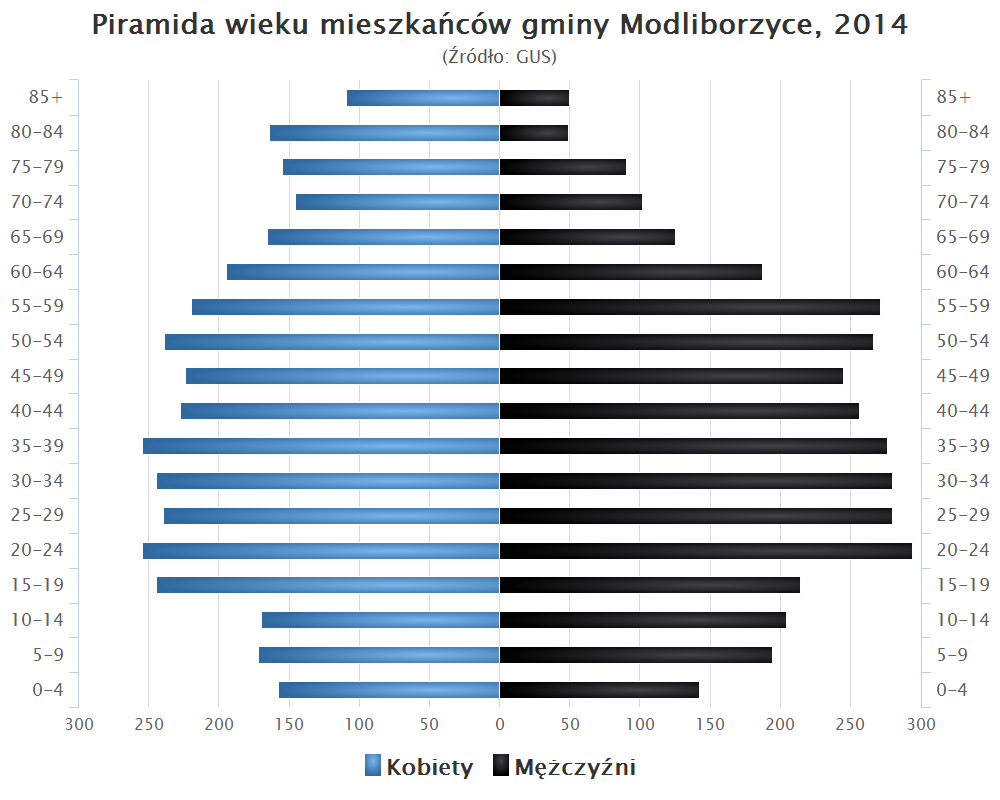
Piramida wieku mieszkańców gminy Modliborzyce w 2014 roku

Liczba ludności (dane z 31 grudnia 2020):
|        | Ogółem | Ogółem | Kobiety | Kobiety | Mężczyźni | Mężczyźni |
| osób   | %      | osób   | %       | osób    | %         |           |
| ------ | ------ | ------ | ------- | ------- | --------- | --------- |
| Ogółem | 6914   | 100    | 3463    | 50,09   | 3451      | 49,91     |
| Miasto | 1459   | 21,10  | 737     | 10,66   | 722       | 10,44     |
| Wieś   | 5455   | 78,90  | 2726    | 39,43   | 2729      | 39,47     |

▶Wieś vs ▶miasto
Ogółem (▶k, ▶m)
Miasto (▶k, ▶m)
Wieś (▶k, ▶m)

## Sołectwa
Antolin, Bilsko, Brzeziny, Ciechocin, Dąbie, Felinów, Gwizdów-Kalenne, Kolonia Zamek, Lute, Majdan-Świnki, Michałówka, Pasieka, Słupie, Stojeszyn Drugi, Stojeszyn Pierwszy, Węgliska, Wierzchowiska Drugie, Wierzchowiska Pierwsze, Wolica Pierwsza, Wolica Druga, Wolica-Kolonia, Zarajec.
Miejscowość bez statusu sołectwa: Janówek, Stojeszyn-Kolonia.

## Miejscowości podstawowe w administracji Gminy
1. 0799724 Majdan-Kolonia kolonia
2. 0799865 Stojeszyn-Kolonia kolonia
3. 0799954 Wolica-Kolonia kolonia
4. 0799546 Antolin wieś
5. 0799552 Bilsko wieś
6. 0799569 Brzeziny wieś
7. 0799575 Ciechocin wieś
8. 0799581 Dąbie wieś
9. 0799598 Dąbrocz wieś
10. 0799612 Felinów wieś
11. 0799629 Gwizdów wieś
12. 0799641 Kalenne wieś
13. 0799983 Kolonia Zamek wieś
14. 0799664 Krasonie wieś
15. 0799670 Lute wieś
16. 0799606 Lute Doły wieś
17. 0799701 Majdan wieś
18. 0799747 Michałówka wieś
19. 0799782 Pasieka wieś
20. 0799799 Słupie wieś
21. 0799820 Stojeszyn Drugi wieś
22. 0799871 Stojeszyn Pierwszy wieś
23. 0799888 Świnki wieś
24. 0799894 Węgliska wieś
25. 0799902 Wierzchowiska Drugie wieś
26. 0799919 Wierzchowiska Pierwsze wieś
27. 0799931 Wolica Druga wieś
28. 0799925 Wolica Pierwsza wieś
29. 0799990 Zarajec wieś

## Sąsiednie gminy
Batorz, Godziszów, Janów Lubelski, Potok Wielki, Pysznica, Szastarka

## Prasa
W gminie wydawane są Wieści Gminne Gminy Modliborzyce. Jest to kwartalnik informacyjno-samorządowy, ukazujący się zazwyczaj w marcu, czerwcu, wrześniu i grudniu. Gazeta wydawana jest przez Urząd Gminy oraz Gminną Bibliotekę Publiczną.
Każdy numer zawiera informacje związane z funkcjonowaniem Urzędu Gminy i relacje z wydarzeń, które miały miejsce na terenie gminy. Pojawia się wiele wiadomości ze szkół, informacje o dożynkach, festynach i uroczystościach kościelnych, sportowych itp. Gazeta publikuje również urzędowe komunikaty dla mieszkańców gminy.